# Noregs Mållag

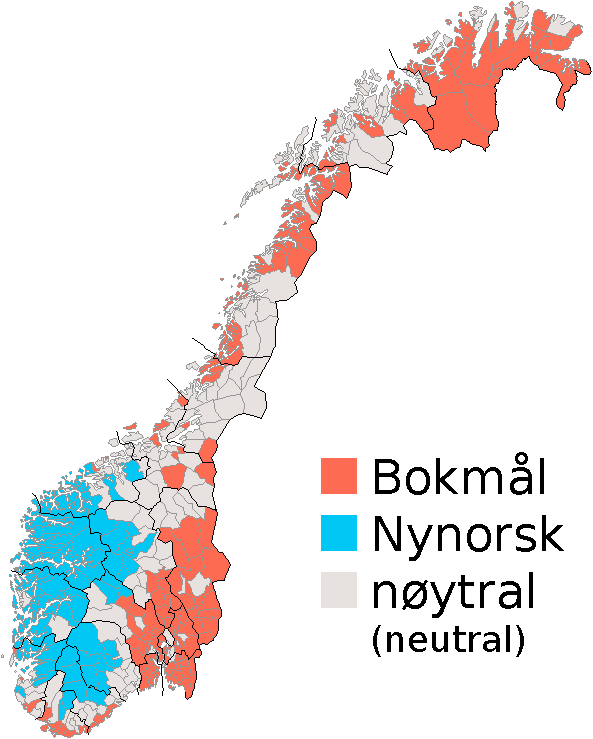
Zasięg odmiany nynorsk (kolor niebieski)

Noregs Mållag („Norweska organizacja językowa”) – główna organizacja zajmująca się standardem nynorsk, jedną z dwóch ustandaryzowanych odmian języka norweskiego. Liczy ok. 10 300 członków i składa się z ok. 200 grup terenowych. Organizacja zajmuje się działalnością polityczną i kulturalną. Powstała w r. 1807 i była od początku grupą promującą wprowadzenie standardu nynorsk na terytorium całej Norwegii.